# Hanwha
Hanwha Group (한화그룹) er et af Sydkoreas ti største konglomerater (chaebol). Virksomheden er grundlagt i 1952 som Korea Explosives Inc. (한국화약 주식회사) og er siden vokset til at være et stort konglomerat med forskellige forretningsområder. Koncernens hovedsæde er i Seoul. Hanwha har bl.a. datterselskaber indenfor sprængstoffer, detail, finansiering, forsikring, kemikalier, byggeri og sport.

## Datterselskaber
Hanwhas datterselskaber omfatter bl.a.:
- Hanwha Chemical – Kemikalier
- Hanwha Constructions – Ingeniør- og byggevirksomhed
- Hanwha Life Insurance – Forsikring
- Hanwha Eagles – En professionel baseballklub
- Hanwha Solutions - energi og petrokemi
  - Qcells - fotovoltaik